# Тагиев, Махмуд Азизага оглы
Махмуд Азизага оглы Тагиев (азерб. Mahmud Əzizağa oğlu Tağıyev; 11 июня 1923, Баку — 21 ноября 2001, Баку) — советский и азербайджанский живописец. Заслуженный художник Азербайджанской ССР (1982).

## Биография
Родился 11 июня 1923 года в городе Баку. В 1941 году окончил Азербайджанское государственное художественное училище. 
В 1949—1953 годах учился в Москве, на факультете живописи Всесоюзного государственного института кинематографии. В 1953—1956 годах учился в Ленинградском государственном институте живописи, скульптуры и архитектуры имени И. Репина.
В 1946 году женился на художнице Халиде Сафаровой. В том же году стал членом Союза художников Азербайджана. 
Умер 21 ноября 2001 года в Баку.

## Творчество
Основными темами раннего творчества Махмуда Тагиева считаются натюрморты и пейзажи. Начиная с 1960-х годов, он исследовал темы, связанные с промышленностью и сельским хозяйством. Художник описал основные моменты процесса строительства советских зданий в Азербайджане. Среди них — изображения Мингячевирского водохранилища и Сумгаитского алюминиевого завода. В эти годы Тагиев продолжал исследовать портретный жанр, обращаясь, в частности, к жанру исторического портрета.
К творчеству художника относятся такие работы как «Абрикосы» (1969), «Инжиры» (1974), «Балкон» (1987), «Натюрморт» (1993), «Весенние цветы» (1993), «Тюльпаны», «Яблоки» (1993), «Меджнун», «Лейли», «Цветы в вазе», «Весна в горах», «Баку», «Огни нефтеперерабатывающего завода», «Бродяга», «Спящая», «Обнаженная», «Деде Горгуд», «Самед Вургун», «Семь красавиц».
Персональные выставки Махмуда Тагиева проводились в Баку (1947, совместно с Халидой Сафаровой, 1958, 1969, 1993), в Москве (1990, 1988 годах, совместно с Х. Сафаровой). Его работы выставлялись в России, Турции, Украине, США, Великобритании, Франции, Германии, Иране, Сирии и Египте.

## Награды и звания
- Заслуженный художник Азербайджанской ССР (1 декабря 1982)[4]
- Диплом 1-го биеннале Закавказских республик (Тбилиси, Грузинская ССР, 1986)
- 3-я премия конкурса «Современное азербайджанское искусство» (организован представительством ООН в Азербайджане в Баку, 1996)